# Alma mladší
Alma mladší je první hlavní soudce a prorok nefitského národa. Vystupuje v Knize Mormonově, což je jedna z knih písem používaných Církví Ježíše Krista Svatých posledních dnů.
Alma mladší byl synem Almy staršího. Podle Knihy Mormonovy v mládi bojoval proti Kristově církvi, pak se mu však ukázal anděl a byl obrácen k evangeliu. Vystupuje v Knize Alma, kterou z velký časti  napsal. Pravděpodobně byl také jedním z finálních redaktorů Knihy Mosiáš.